# 모닝 비컴 일렉트라
모닝 비컴 일렉트라(Mourning Becomes Electra)는 미국에서 제작된 더들리 니콜스 감독의 1947년 영화이다. 로사린드 러셀 등이 주연으로 출연하였고 더들리 니콜스 등이 제작에 참여하였다.

## 출연

### 주연
- 로사린드 러셀
- 마이클 레드그레이브
- 레이몬드 머시

### 조연
- 리오 겐
- 커크 더글라스
- 낸시 콜맨
- 헨리 헐

## 제작진
- 원작자: 유진 오닐
- 미술: 윌리엄 프랜네리
- 의상: 트라비스 밴톤
- 의상: 길 스틸